# Điểm nóng (địa chất)

Hình vẽ thể hiện mặt cắt ngang thạch quyển của Trái Đất (màu vàng) và mác ma dâng lên từ manti (màu đỏ)

Trong địa chất học, điểm nóng (tiếng Anh: hotspot) là vị trí trên bề mặt Trái Đất xuất hiện núi lửa hoạt động trong một thời gian dài.

## Đặc điểm
John Tuzo Wilson đưa ra ý tưởng vào năm 1963 cho rằng các chuỗi núi lửa giống quần đảo Hawaii được tạo ra từ sự chuyển động chậm của các mảng kiến tạo bên trên một điểm nóng "cố định" ở dưới sâu bề mặt của hành tinh. Người ta cho rằng các điểm nóng được tạo ra bởi một dòng đối lưu manti nóng hẹp dâng lên từ ranh giới lõi-manti của Trái Đất được gọi là chùm lớp phủ, mặc dù một số nhà địa chất cho rằng sự đối lưu manti trên là nguyên nhân gây ra hiện tượng này.
Điều này đối lặp hoàn toàn với giả thuyết ảnh hưởng cặp đôi, giả thuyết cho rằng cặp điểm nóng ngược nhau có thể tạo ra từ sự ảnh hưởng của một sao băng lớn.
Các nhà địa chất đã xác định 40-50 điểm nóng trên toàn cầu như Hawaii, Réunion, Yellowstone, Galápagos và Iceland nằm trên hầu hết các núi lửa hoạt động hiện tại.